# Khaki
Khaki（カーキ）は、日本の5人組バンド。

## 概要
2018年に早稲田大学のインカレサークル「Modern Music Troop」にて結成。
結成当初のメンバーは中塩・平川・橋本と初代ベース（2020年に脱退）。初代ベース脱退後に、当時中塩・橋本と「Long」としてバンド活動をしていた黒羽がベースとして加入。その後黒羽がキーボードへ転向したことに伴い、以前からサポートとしてライブや音源に参加していた下河辺が2022年12月に正式加入。
バンド名は「売れるバンド名には色の名前が入っている」という考えのもと、初代ベースが命名した。黒羽加入時に改名するという話も上がったが、結局は改名していない。
バンドが標榜している「イマーシブ・アートロックバンド」とは、平川の知人が「Undercurrent」のプレスリリースを書いた際に挙げた単語である「イマーシブ」と、音楽レーベルNEWFOLKの須藤朋寿がKhakiを紹介した際の表現「アートロックバンド」を組み合わせたもの。
作詞作曲はギターボーカルの中塩、平川が手掛けることが多いが、メンバー全員作曲することができる。リリースされた楽曲の中にも、他のメンバーが作詞作曲した曲や、ボーカルを担当した楽曲が存在する。
2024年5月2日 個人事務所「合同会社ア柿印」を設立。

## メンバー
中塩 博斗（なかしお ひろと、1999年8月5日（25歳） - ）
ギターボーカル担当。東京都出身。
2024年5月まではソロ名義を「汐千博」としていたが、以降の活動は中塩博斗として行っている。黒羽と「Tiny Box」としても活動している。
平川 直人（ひらかわ なおと、1998年8月17日（26歳） - ）
ギターボーカル担当。埼玉県出身。開智未来中学高等学校卒業。早稲田大学卒業。
バンドのリーダー。音楽ライター兼会社員のしろみけさんと、ポッドキャスト番組「モーニングスパイク放送」を配信している。
下河辺 太一（しもこうべ たいち、1997年7月10日（27歳） - ）
ベース担当。
「Grace Cathedral Park」としても活動している。
橋本 拓己（はしもと たくみ、1999年7月3日（25歳） - ）
ドラム担当。合同会社ア柿印社長。富山県出身。
楽曲のアートワークやMV制作、グッズデザインなども担当している。  個人では「六六（ロクロク）」として、ジャケット・フライヤー・ロゴ・映像制作を手掛けている。
黒羽 広樹（くろは ひろき、1998年9月24日（26歳） - ）
キーボード担当。東京都出身。
加入当初はベースを担当していたが、キーボードに転向。
中塩と「Tiny Box」としても活動している。

## 略歴

### 2018年
中塩、平川、橋本と初代ベースの4人で結成。

### 2019年

#### 11月
1stEP「Thirteen」リリース。

### 2020年
初代ベースが脱退。黒羽がベースとして加入。

### 2021年
本格的に活動開始。

#### 6月
「The Girl」MV公開。

#### 9月
1stシングル「車輪」リリース。「車輪」MV公開。

#### 11月
1stアルバム「Janome」リリース。

### 2022年

#### 1月
くぐり、中華戦争との共同企画「TRIPLE BIND」を下北沢モナレコードで開催。

#### 7月
「Kajiura」MV公開。

#### 8月
2ndEP「頭痛」リリース。「Overtone」MV公開。

#### 9月
「2ndEP『頭痛』リリースパーティ」を下北沢LIVE HAUSで開催。共演は鋭児、UlulU。

#### 10月
「子宮」MV公開。

#### 12月
下河辺が正式加入。

### 2023年

#### 3月
「Khaki 2ndシングルリリース記念公演 ”アンダーカレント”」を下北沢THREEで開催。共演はpavilion、Cody・Lee(李)。
2ndシングル「Undercurrent」リリース。

#### 6月
「アンダーカレント#2」を新代田FEVERで開催。共演は令和ロマン、SuiseiNoboAz。

#### 8月
初ワンマンライブ「アンダーカレント#3」を新代田FEVERで開催。
”出れんの!?サマソニ!? 2023”枠でSUMMER SONIC2023に出演。

#### 12月
3rdシングル「お祝い / 萌芽」リリース。
「3rdシングル『お祝い / 萌芽』リリース記念公演」を下北沢SHELTER、金山ブラジルコーヒーで開催。

### 2024年

#### 1月
「3rdシングル『お祝い / 萌芽』リリース記念公演」を心斎橋CONPASSで開催。

#### 3月
「お祝い / 萌芽」MV公開。

#### 5月
定期企画「前期定例」を渋谷WWWで開催。共演はゆうらん船。

#### 7月
定期企画「後期定例」を渋谷WWW Xで開催。共演は崎山蒼志。

#### 12月
ワンマンライブ「ソロ・コンサート」をLIQUIDROOMで開催。
会場限定盤シングル「○○○○」リリース。
「総決算」を金山ブラジルコーヒーで開催。